# Phuwiangvenator
Phuwiangvenator – rodzaj wymarłego dinozaura, teropoda z grupy celurozaurów i Megaraptora. Obejmuje pojedynczy gatunek P. yaemniyomi. Nazwa rodzajowa odwołuje się miejsca znalezienia szczątków, gór Phu Wiang na terenie prowincji Khon Kaen na północnym wschodzie Tajlandii, oraz do wyrazu venator, który wywodzi się z łaciny i oznacza „myśliwego”. Epitet gatunkowy jedynego gatunku upamiętniać ma Sudhama Yaemniyoma, geologa z Bangkoku, który zasłużył się odnalezieniem pierwszych skamieniałych kości nieptasich dinozaurów w Tajlandii w Phu Wiang w 1976. Skamieniałości znajdowały się wśród skał z grupy Khorat formacji Sao Khua, którą datuje się kredę wczesną, a dokładniej późny barrem. W pobliżu znaleziono pozostałości innego celurozaura – Vayuraptor nongbualamphuensis. Formację budują między innymi czerwone mułowce i piaskowce, które pozostawiło po sobie siedlisko równiny zalewowej i meandrującej rzeki. Znaleziono tam skamieniałości ryb, żółwi, krokodyli i innych dinozaurów. Holotyp Phuwiangvenator obejmuje kręgi grzbietowe, trzy połączone ze sobą kręgi krzyżowe, pozostałości prawego nadgarstka i paliczków ręki, obie piszczele, kość skokowo-piętową, szczątki śródstopia i paliczków kończyn dolnych. Adun Samathi, Phornphen Chanthasit i P. Martin Sander opisali obydwa znaleziska w 2019 w Acta Palaeontologica Polonica.